# Coupe Spengler 1951
Navigation
Édition précédente Édition suivante
La Coupe Spengler 1951 est la 26e édition de la Coupe Spengler. Elle se déroule en décembre 1951 à Davos, en Suisse.

## Règlement du tournoi
Les six équipes sont réparties en deux groupes de trois équipes chacun. Le groupe A est composé du Hockey Club Davos, du Diavoli Rossoneri Milan et du EV Füssen. Le groupe B est composé du Zürcher SC, du Krefeld EV et du Lausanne HC.
Les équipes jouent un match contre chacune des autres équipe de son groupe. La troisième équipe du groupe A rencontre la troisième équipe du groupe B pour la 5e place. La deuxième équipe du groupe A rencontre la deuxième équipe du groupe B pour la 3e place. Les premiers de chaque groupe se rencontrent afin de déterminer le vainqueur de la Coupe Spengler.

## Résultats

### Phase de groupes

#### Groupe A
| Clt   | Équipe                  | PJ | V | VP | D | DP | BP | BC | Pts |
| ----- | ----------------------- | -- | - | -- | - | -- | -- | -- | --- |
| +001, | HC Davos                | 2  | 1 | 0  | 1 | 0  | 10 | 8  | 2   |
| +002, | EV Füssen               | 2  | 1 | 0  | 1 | 0  | 10 | 10 | 2   |
| +003, | Diavoli Rossoneri Milan | 2  | 1 | 0  | 1 | 0  | 9  | 11 | 2   |

- Qualifié directement pour la finale

| décembre | HC Davos | 6-3 | Diavoli Rossoneri Milan |  |

| décembre | EV Füssen | 5-4 | HC Davos |  |

| décembre | EV Füssen | 5-6 (pr) | Diavoli Rossoneri Milan |  |

#### Groupe B
| Clt   | Équipe      | PJ | V | VP | D | DP | BP | BC | Pts |
| ----- | ----------- | -- | - | -- | - | -- | -- | -- | --- |
| +001, | Krefeld EV  | 2  | 2 | 0  | 0 | 0  | 16 | 11 | 4   |
| +002, | Lausanne HC | 2  | 1 | 0  | 1 | 0  | 11 | 10 | 2   |
| +003, | Zürcher SC  | 2  | 0 | 0  | 2 | 0  | 8  | 14 | 0   |

- Qualifié directement pour la finale

| décembre | Zürcher SC | 2-6 | Lausanne HC |  |

| décembre | Krefeld EV | 8-6 | Zürcher SC |  |

| décembre | Krefeld EV | 8-5 | Lausanne HC |  |

### Phase finale

#### Match pour la5eplace
| 31 décembre | Diavoli Rossoneri Milan | 4-1 (3-1, 1-0, 0-0) | Zürcher SC |  |

#### Match pour la3eplace
| 31 décembre | EV Füssen | 5-11 (1-0, 2-3, 2-8) | Lausanne HC |  |

#### Finale
| 31 décembre | HC Davos | 4-1 (1-0, 2-0, 1-1) | Krefeld EV |  |